# Супернаут
Супернаут је београдска алтернативна (инди) рок група која је деловала на смени 20. и 21. века.

## Историјат
Група је формирана 1992. у Београду у постави: Срђан Ђиле Марковић (вокал) и Миодраг Стојановић (ритам машина). Састав снима деби албум "Будућност сада" 1993. за независну етикету Звоно рекордс.
На размеђу техна и њу вејва 80-их, Супернаут експандирају свој израз у алтернативни театар као пратећа позоришна трупа глумице Соње Савић.
Други албум Live In Zombietown (издат за Б 92) је концертни снимак из Битеф театра, који је дефинисао Супернаут као активно стање београдске андерграунд сцене. Саставу се придружује Саша Радић, басиста, познат по сарадњи са Казимировим Казненим Корпусом и групом Профили Профили.
У сталном сукобу са ауторитетима и издавачима, који су током 90-их промовисали голи кич и "национални идентитет" Супернат остају маргинална клупска атракција за "просвећених 200".
Састав непосредно пред НАТО бомбардовање поново снима за Звоно рекордс свој трећи албум "Ниже него људски". Миодраг Стојановић трајно напуста поставу. "Ниже него људски" доноси до тада највећи хит Супернаута, клупски стандард "Тата Ролингстоун".
Четврти албум "Рај на небу, пакао на земљи" изашао је 2000. за Београунд рекордс. Групи се придружују Александра Аризановић и Дејана Јовановић као пратећи вокали. Ова постава не траје дуго и 2006. Супернаут као дует издају CD "Ели" који сајт Попбокс проглашава за један од пет најбољих домаћих албума. "Срђан Ђиле Марковић је остао један од ретких аутора наше прото-њу вејв генерације који је не само задржао, већ сваким новим издањем увећавао свој ауторски кредибилитет" (из Попбокс рецензије албума "Ели"). 
Песма "Љубав живи од лажи" постаје локални радио хит, а спотови за нумере "Ох Мили" и "Схифра" (режија Јован Бацкуља) месецима опстају на топ 20 листи домаћих спотова станице ТВ Метрополис.

## Дискографија
- Будућност сада (Звоно рекордс, 1993)[2]
- (Урбазона - Б92, 1995)[3]
- Ниже него људски (Звоно рекордс, 1998)[4]
- Рај на небу, пакао на земљи (Београунд, 2000)[5]
- Ели (Аутоматик, 2006)[6]
- Побуна машина (самиздат, 2010)[7]